# Alicia Fox
Victoria Elizabeth Crawford, znana z ringowego imienia jako Alicia Fox (ur. 30 czerwca 1986 w Ponte Vedra Beach w stanie Floryda) – amerykańska modelka i profesjonalna wrestlerka. W 3 sezonie NXT była mentorką Maxine.

## Życie prywatne
Ma młodszą siostrę Christine, też wrestlerkę.

## W wrestlingu
- Finisher
  - Watch Yo Face (Scissors kick)
- Ruchy sygnaturowane
  - Bridging Northern Lights suplex
  - Tilt-a-whirl backbreaker
- Menadżerka
  - Michelle McCool
  - Rosa Mendes
- Wrestlerzy, których była/jest menadżerką
  - Elijah Burke
  - DJ Gabriel
  - Michelle McCool
  - Zack Ryder
  - Maxine
  - Rosa Mendes
  - Tamina Snuka
- Muzyka wejściowa
  - "Shake Yo Tail" by Jim Johnston (od 2009)